# Svatá Kateřina (Les Království)
Svatá Kateřina, či jen Kateřina (německy Katharinaberg) je 524 m n.m. vysoká hora jihovýchodně od Hostinného na severním okraji Lesa Království v podhůří Krkonoš, na Trutnovsku. Na jejím vrcholku se nacházejí zbytky poutní kaple sv. Kateřiny a přenosová věž divize mobilních komunikací T-Mobile.

## Poloha
Hora Svatá Kateřina se tyčí jižně od Chotěvic v regionu Les Království. Na západní straně se hora svažuje do údolí Labe, na severu do údolí Pilníkovského potoka a na jihu do údolí Kateřinského potoka. 

## Historie
Hora Svatá Kateřina byla odedávna poutním místem a nejvyšším bodem panství Hostinné. Doba vzniku kaple sv. Kateřiny na vrcholku není známa.
V roce 1778 za války o bavorské dědictví si po vpádu pruských vojsk přes Náchod do Čech král Bedřich II. Veliký zvolil za hlavní sídlo na Lysém vrchu u Kocléřova, zatímco rakouská c.k. armáda zůstala na pravém břehu řeky a císař Josef II. si na šest týdnů zřídil velitelství ve škole v Dolní Olešnici. Jak uvádí kronika farnosti Chotěvice, Prusové se hoře Svatá Kateřina vyhýbali, protože se říkalo, že je zcela protkaná systémem podzemních chodeb a podminovaná.
V noci z 12. na 13. července 1832 se oblastí přehnala ničivá bouře. Následkem úderu blesku vyhořela jak dřevěná kaple, tak kostel svatých Petra a Pavla v Chotěvicích. Ves svaté Kateřiny (Katharinadörfel) vzniklá kolem kaple v roce 1834 čítala šest domů a 38 obyvatel.  Chotěvický farář Ambrosius Schmid nechal v letech 1832-1835 na hoře Svatá Kateřina postavit novou kamennou kapli, ve které se šestkrát ročně konaly bohoslužby.
Po skončení druhé světové války byla většina německého obyvatelstva odsunuta a kaple i osada Ves svaté Kateřiny chátraly. V roce 1961 byla nakonec kaple a osada zbořena. Na zbytcích kaple byla kolem roku 2000 postavena vysílací věž společnosti T-Mobile. 